# Steinar Pedersen
Steinar Pedersen, född 13 januari 1975 i Kristiansand, är en norsk före detta fotbollsspelare (försvarare). Han är son till Erik Ruthford Pedersen och bror till Kjetil Ruthford Pedersen, även de fotbollsspelare. Pedersen är den förste norrmannen som varit med och vunnit UEFA Champions League.
Pedersens karriär började i IK Start. Efter deras nedflyttning från högsta serien 1996, spelade han för Borussia Dortmund, IFK Göteborg (1999-2001) och Lillestrøm SK, men återvände till Start 2002. Med Borussia Dortmund vann han Champions League 1997, även om han inte var med i själva finalmatchen. Han har spelat en match i det norska landslaget.